# Teoria de les pertorbacions
En matemàtiques i matemàtiques aplicades, la teoria de la pertorbació comprèn mètodes per trobar una solució aproximada a un problema, partint de la solució exacta d'un problema relacionat i més simple. Una característica crítica de la tècnica és un pas mitjà que divideix el problema en parts "resolubles" i "perturbatives". En la teoria de la pertorbació, la solució s'expressa com una sèrie de potències en un paràmetre petit {\displaystyle \varepsilon }. El primer terme és la solució coneguda del problema resoluble. Termes successius de la sèrie a potències superiors de {\displaystyle \varepsilon } normalment es fan més petits. Una "solució de pertorbació" aproximada s'obté truncant la sèrie, normalment mantenint només els dos primers termes, la solució del problema conegut i la correcció de la pertorbació de "primer ordre".
La teoria de la perturbació s'utilitza en una àmplia gamma de camps, i arriba a les seves formes més sofisticades i avançades en la teoria quàntica de camps. La teoria de la perturbació (mecànica quàntica) descriu l'ús d'aquest mètode en mecànica quàntica. El camp en general continua investigat activament i intensament en múltiples disciplines.

## Descripció
La teoria de la perturbació desenvolupa una expressió per a la solució desitjada en termes d'una sèrie de potències formal coneguda com a sèrie de pertorbacions en algun paràmetre "petit", que quantifica la desviació del problema exactament resoluble. El terme principal d'aquesta sèrie de potències és la solució del problema exactament resoluble, mentre que altres termes descriuen la desviació de la solució, a causa de la desviació del problema inicial. Formalment, tenim per a l'aproximació a la solució completa A, una sèrie en el paràmetre petit (aquí anomenat ε ), com la següent:
{\displaystyle A=A_{0}+\varepsilon ^{1}A_{1}+\varepsilon ^{2}A_{2}+\cdots }
En aquest exemple, A0 seria la solució coneguda del problema inicial exactament resoluble i A1, A₂, ... representen els termes de primer ordre, segon ordre i d'ordre superior, que es poden trobar de manera iterativa per un mecanicista. procediment. Per a ε petit, aquests termes d'ordre superior de la sèrie generalment (però no sempre) es fan successivament més petits. Una "solució perturbadora" aproximada s'obté truncant la sèrie, sovint mantenint només els dos primers termes, expressant la solució final com una suma de la solució inicial (exacta) i la correcció pertorbativa de "primer ordre".
{\displaystyle A\approx A_{0}+\varepsilon A_{1}\quad \left(\varepsilon \to 0\right)}
Alguns autors utilitzen la notació O gran per indicar l'ordre de l'error en la solució aproximada: {\displaystyle A=A_{0}+\varepsilon A_{1}+O\left(\varepsilon ^{2}\right)}.
Si la sèrie de potències en ε convergeix amb un radi de convergència diferent de zero, el problema de pertorbació s'anomena problema de pertorbació regular. En els problemes de pertorbació habituals, la solució asimptòtica s'apropa sense problemes a la solució exacta. Tanmateix, la sèrie de pertorbacions també pot divergir, i la sèrie truncada encara pot ser una bona aproximació a la solució real si es trunca en un punt en què els seus elements són mínims. Això s'anomena sèrie asimptòtica. Si la sèrie de pertorbacions és divergent o no és una sèrie de potències (per exemple, l'expansió asimptòtica té potències no enteres {\displaystyle \varepsilon ^{1/2}} o poders negatius {\displaystyle \varepsilon ^{-2}}) aleshores el problema de pertorbació s'anomena problema de pertorbació singular. S'han desenvolupat moltes tècniques especials en teoria de pertorbacions per analitzar problemes de pertorbacions singulars.

## Exemples
La teoria de la perturbació s'ha utilitzat en un gran nombre d'entorns diferents de la física i les matemàtiques aplicades. Exemples de la "col·lecció d'equacions" {\displaystyle D} inclouen equacions algebraiques, equacions diferencials (per exemple, les equacions del moviment i generalment equacions d'ona), energia lliure termodinàmica en mecànica estadística, transferència radiativa i operadors hamiltonians en mecànica quàntica.
Alguns exemples dels tipus de solucions que es troben de manera pertorbativa inclouen la solució de l'equació del moviment (per exemple, la trajectòria d'una partícula), la mitjana estadística d'alguna magnitud física (per exemple, la magnetització mitjana), l'energia de l'estat fonamental d'una mecànica quàntica. problema.